# Tác phẩm điêu khắc Thánh Roch ở Prešov
Tác phẩm điêu khắc Thánh Roch ở Prešov (tiếng Slovakia: Súsošie svätého Róchusa v Prešov) là một tác phẩm điêu khắc theo phong cách Baroque bằng đá sa thạch của Thánh Róchus, hay còn gọi là Thánh Roch, tọa lạc trên Quảng trường Franciscan ở trung tâm lịch sử của Prešov, Slovakia. Tác phẩm điêu khắc này đứng ngoài trời, nằm gần tu viện dòng Phanxicô và nhà thờ Thánh Joseph. Vào ngày 4 tháng 3 năm 1977, tác phẩm điêu khắc Thánh Roch ở Prešov được ghi danh vào Danh sách Di tích Trung ương theo quyết định của Bộ Văn hóa Cộng hòa Slovakia.

## Lịch sử
Tác phẩm điêu khắc Thánh Roch ở Prešov được các tu sĩ dòng Phanxicô xây dựng vào năm 1730. Tác giả của tác phẩm điêu khắc bằng đá sa thạch này là Šimon Grimming. Vào năm 1734, ông đã tạo ra bốn tác phẩm điêu khắc bằng đá sa thạch về các vị thánh Roch, Florián, František và Anton cho nhà thờ Franciscan. Từ năm 1733, tác phẩm điêu khắc bằng đá sa thạch của Thánh Roch được đặt ở không gian thoáng trước nhà thờ.
Tác phẩm điêu khắc bằng đá sa thạch của Thánh Roch đã bị thời gian gặm nhấm và bị hư hại trong thế kỷ 20, nên hiện nay, bức tượng gốc của Thánh Roch được lưu giữ trong tòa tháp chuông của nhà thờ Thánh Nicholas, và bản sao của tác phẩm điêu khắc này được đặt ở vị trí ngoài trời thay cho bản gốc.